# SEA TO SKY

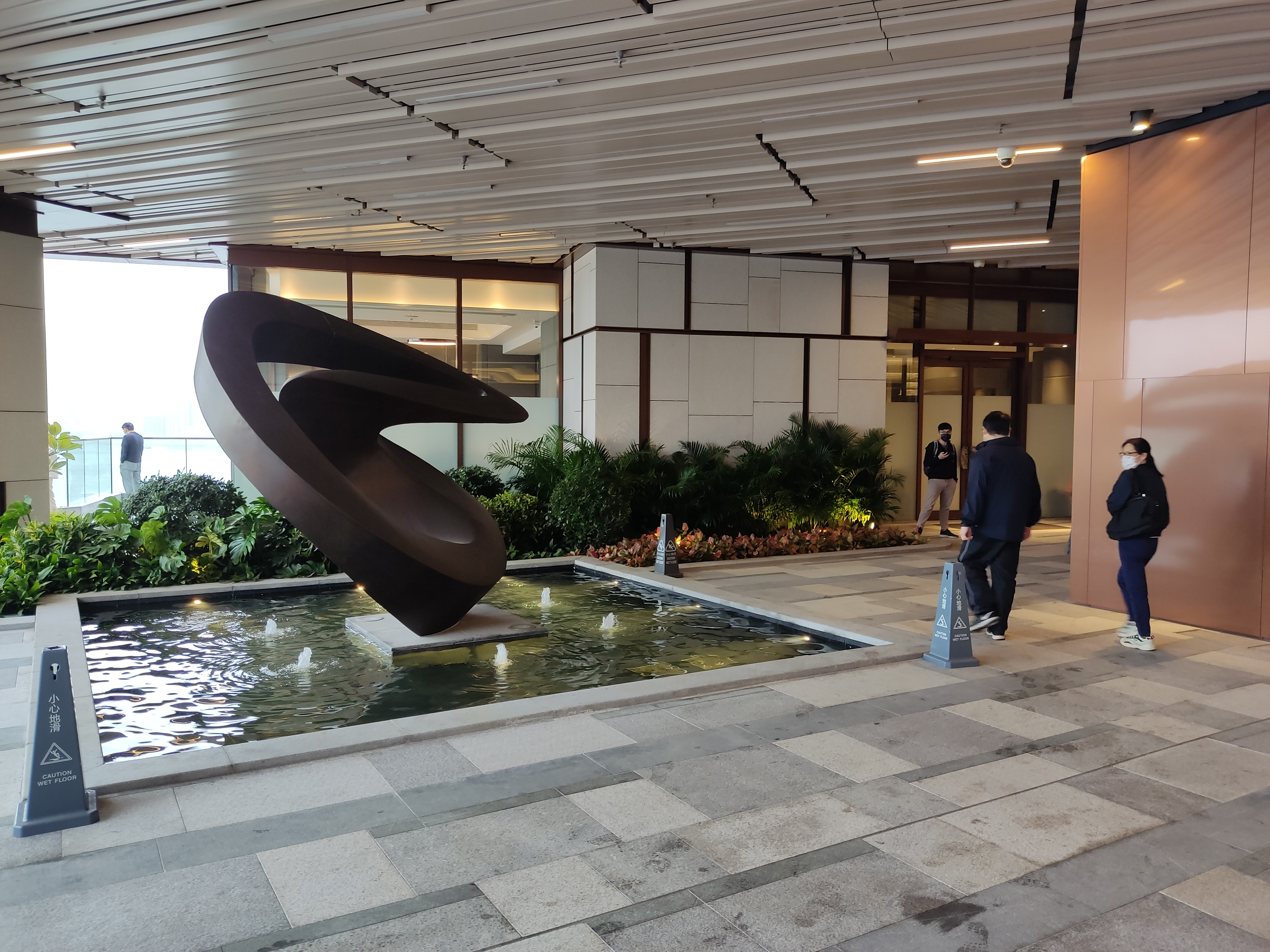
住宅範圍內的水景和雕塑

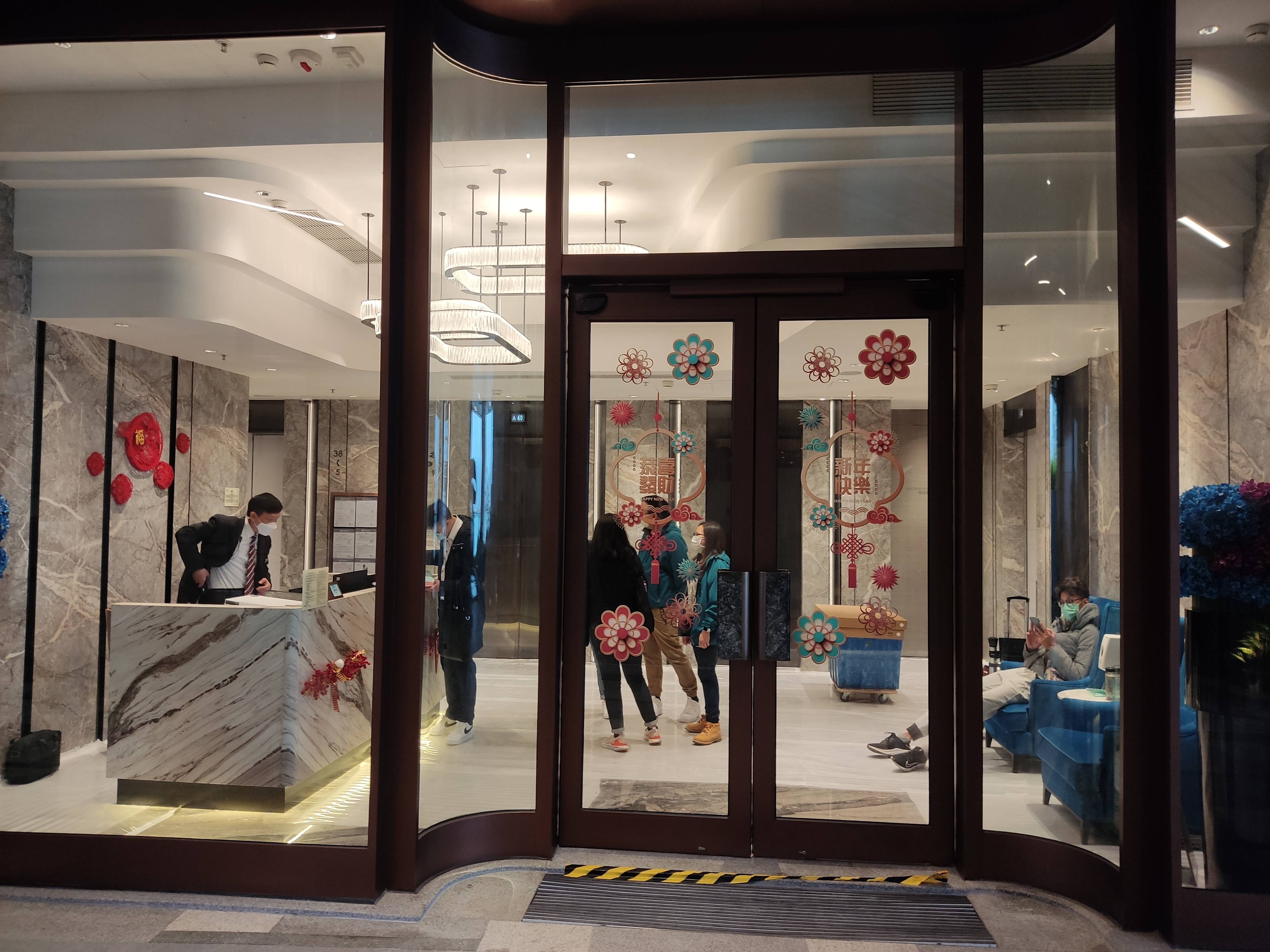
住宅大堂

SEA TO SKY位於香港新界將軍澳東南部海岸，臨海而建的住宅，是港鐵旗下大型住宅區日出康城的第8期。項目由港鐵公司與長江實業集團合作發展，並由興業建築師設計，承建商為精進建築，於2021年底入伙。項目共設三座，提供1,422伙、由二至四房不等的單位（不設特色戶）。

## 歷史
項目於2015年8月28日推出招標，並在9月30日截標。受制於嚴苛的發展條款（包括設有單位數目上下限，變相禁止興建特色戶），是次招標只接獲8份標書。
其後，港鐵公佈項目由長江實業集團中標，補地價為約29.55億元，即平均每呎補地價為2,830元。
項目於2017年5月獲批出圖則，住宅部分樓面面積為約104.3萬平方呎。隨後，項目在2018年5月動工。
項目原訂於2018年尾推售，但申售文件直至2019年1月才獲受理。2020年1月獲批售後，長實原擬在農曆新年開售此項目，但受制於2019冠狀病毒病香港疫情，最後延遲至同年6月中才開售首批285伙單位。
2021年7月，全盤1422伙單位全數沽清。到同年年底入伙陸續入伙。其後錄得10伙單位取消交易，估計發展商殺訂逾1070.27萬元。有關單位到2022年5月6日重售，現場錄約200組準家到場爭購10伙單位。排隊買樓人龍遠至紅磡置富都會商場外面的行人天橋。

## 住宅
屋苑共設三座，由54-61層不等，每層設有9伙。單位方面，此項目只提供三種戶型，而且不設特色戶，詳情如下：
- 兩房單位，面積介乎434至482平方呎，部分為兩房一套單位
- 三房單位，面積介乎702至817平方呎，全部設主人套房
- 四房單位，面積介乎1054至1077平方呎[10]

## 升降機配置
SEA TO SKY升降機服務樓層列表（一律採用東芝升降機）
- No. 1-3（第1座3部來往5/F-30/F之升降機，ELCOSMO-III）：2、5-12、15-23、25-30
- No. 4-6（第1座3部來往31/F-60/F之升降機，New ELBRIGHT）：2、31、33、35-43、45-53、55-60
- No. 7-9（第2座3部來往5/F-38/F之升降機，ELCOSMO-III）：2、5-12、15-16、18-23、25-33、35-38
- No. 10-12（第2座3部來往39/F-67/F之升降機，New ELBRIGHT）：2、39、41-43、45-53、55-63、65-67
- No. 13-15（第3座3部來往5/F-38/F之升降機，ELCOSMO-III）：2、5-12、15-16、18-23、25-33、35-38
- No. 16-18（第3座3部來往39/F-68/F之升降機，New ELBRIGHT）：2、39、41-43、45-53、55-63、65-68
- No. 19-20（2部平台升降機，SPACEL-III）：G、1-2
- No. 21-22（2部平台升降機，SPACEL-III）：1-2

## 設施

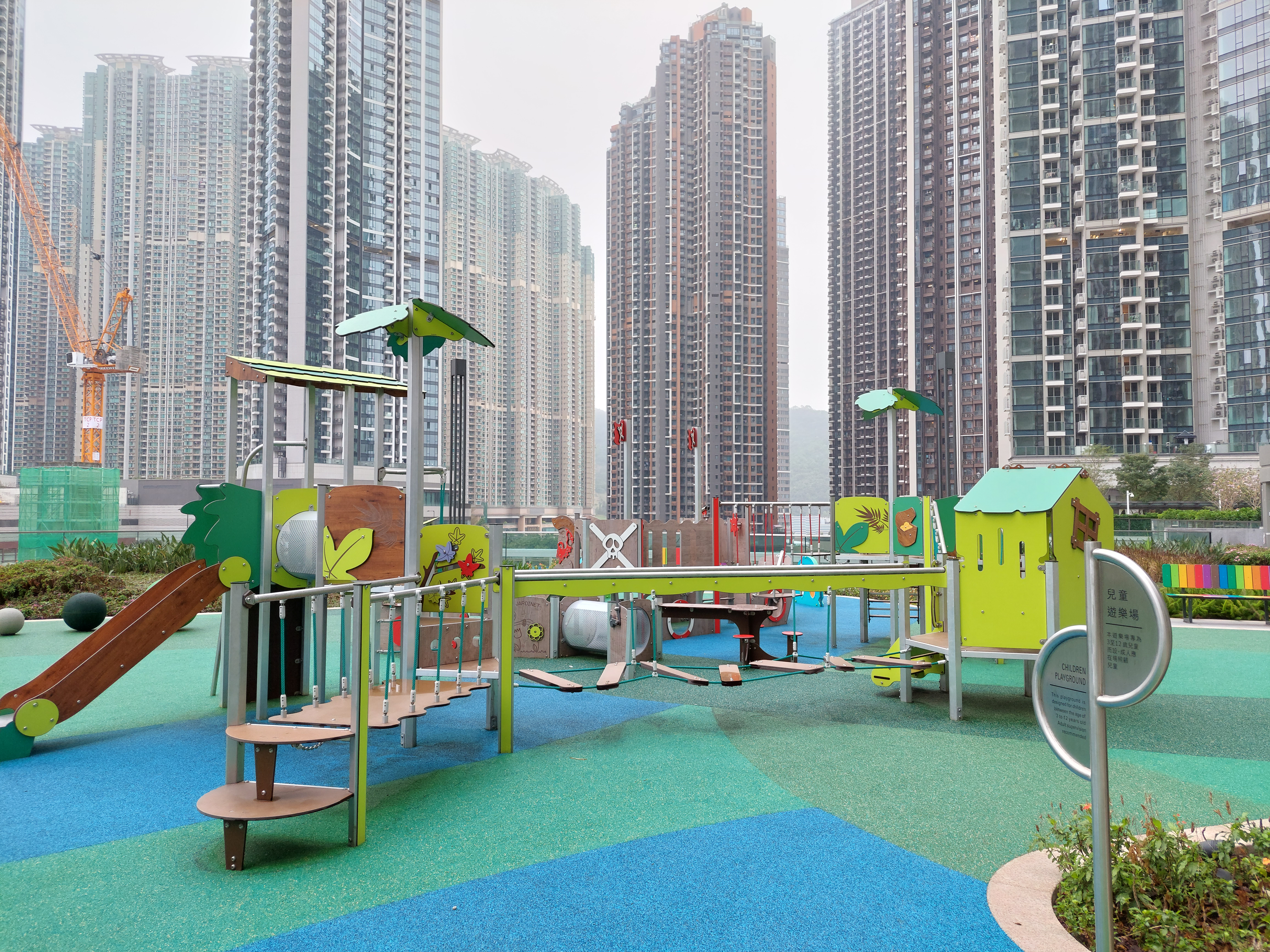
「Serene Garden」部分範圍劃作公眾休憩用地，包括圖中的公共遊樂場

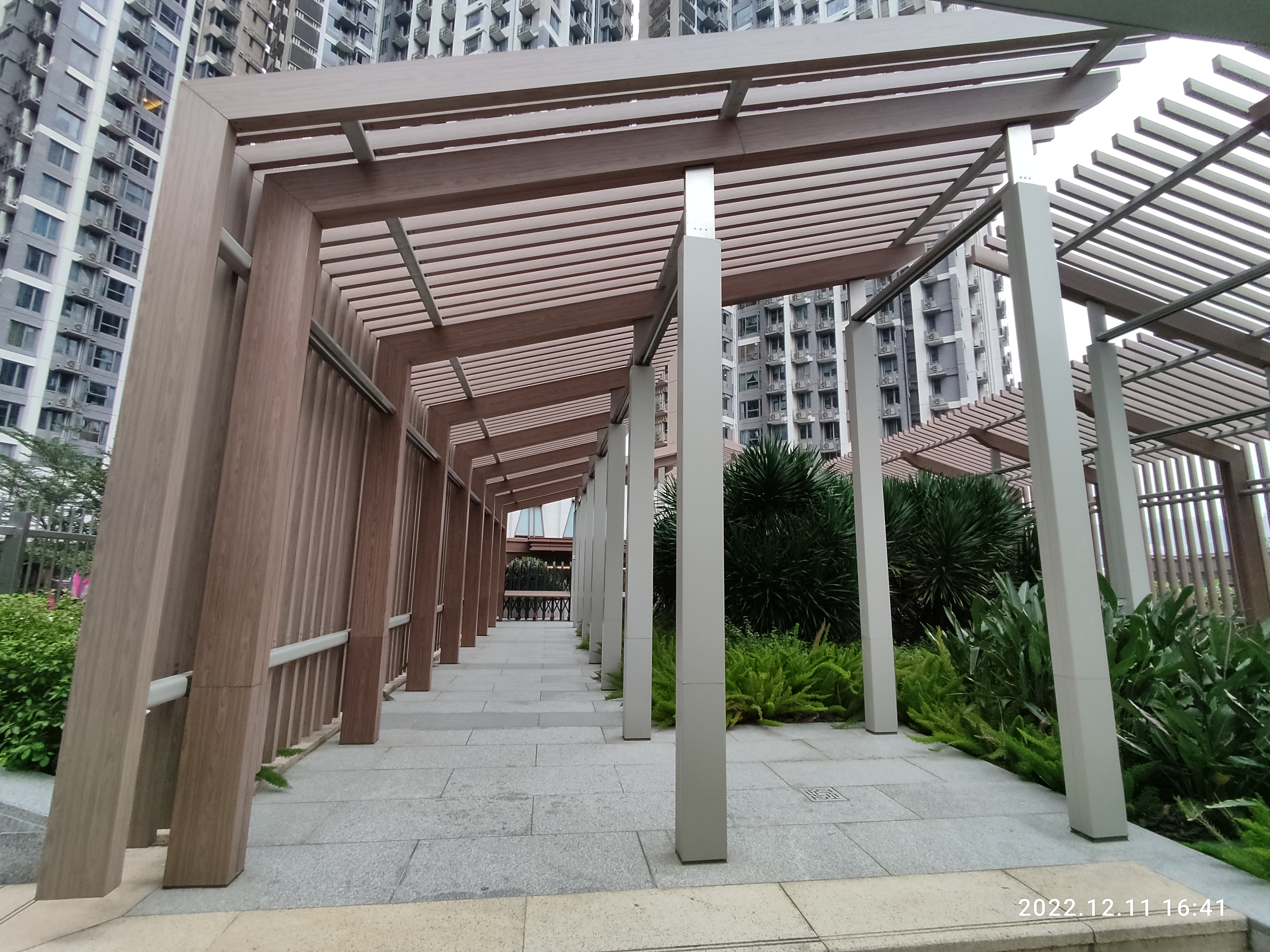
公眾休憩用地的涼亭

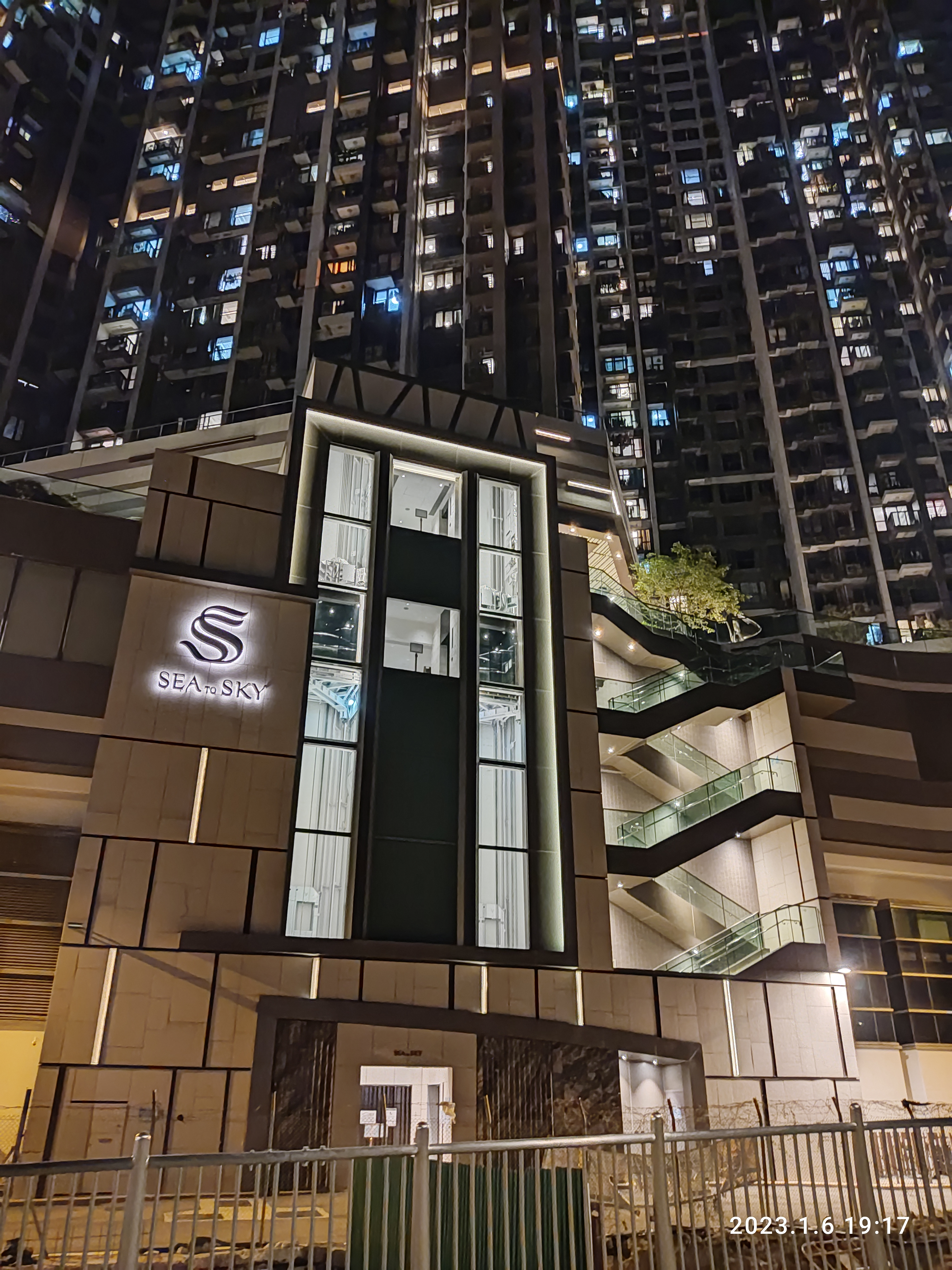
觀景升降機「海琉璃」，可直達擴建中的將軍澳南海濱長廊

屋苑設有兩層高會所，設有泳池、兒童遊樂室、閱覽室、健身室等設施。此外，在3樓停車場天台亦設有花園，名為「Serene Garden」，當中部分劃作公眾休憩用地及有蓋行人通道。
會所「CLUB SE@SIDE」佔地超過12萬平方呎，一共兩層，分為8個專區，超過30項設施。當中包括健身室、兒童會所、全港最大型私人電競遊戲室、VR遊戲房、戶外兒童泳池、戶外玻璃無邊際泳池及20米長的室內恆溫游泳池等設施。當中更設有觀景升降機「海琉璃」，可直達將軍澳南海濱長廊。
停車場位於1及2樓，設有255個住客車位。地下亦設有143個單車停車位。

## 設計問題
- 沒有貨𨋢，各層亦沒有雙門進出垃圾房的設計，當搬運貨物/倒垃圾需要用客𨋢，運輸途中經過地下大堂，影響住客使用客𨋢、大堂管理和造成衛生問題，以高密度的新樓宇來說這個設計令人感到很困惑 。設計落後而且問題明顯，相信是發展商為節省成本。
- 垃圾房設於作為大廈面積最大、身價最高的A單位大門隔離，設計很不合理。
- 室外池分開兩個 ，每個面積變得更小，也因此需要多請救生員，增加管理成本。
- 會所沒有室內運動場，相比其他同時期的屋苑都設有室內運動場。
- 層底高度2.7+m 相比其他同時期的屋苑的2.9+m , 亦是發展商為節省成本設計

## 鄰近地方
- 日出公園
- 港鐵康城站
- 康城站公共運輸交匯處
- The LOHAS 康城
- 峻瀅
- 康城路
- 日出大道
- 將軍澳南海濱長廊
- 將軍澳工業邨
- 百勝角
- 將軍澳跨灣連接路
- 釣魚翁

## 外部連結
- SEA TO SKY官方網頁（页面存档备份，存于）